# Effetto Unruh
L'effetto Unruh, scoperto nel 1976 da William Unruh della University of British Columbia, è la predizione che un osservatore accelerato osserverà una radiazione di corpo nero dove un osservatore inerziale non ne osserverebbe. In altre parole il fondo apparirebbe più caldo da un sistema di riferimento accelerato. Lo stato quantistico visto come stato fondamentale da osservatori in sistemi di riferimento inerziali è visto come un equilibrio termodinamico dall'osservatore uniformemente accelerato.

## Spiegazione
Unruh ha dimostrato che il concetto di vuoto dipende dal percorso dell'osservatore nello spaziotempo. Dal punto di vista di un osservatore accelerato il vuoto dell'osservatore inerziale apparirà come uno stato contenente molte particelle in equilibrio termodinamico, ossia un gas caldo.
Sebbene l'effetto Unruh sembri controintuitivo, diventa intuitivo se la parola vuoto è interpretata correttamente, come segue.

### Interpretazione delvuoto
In termini moderni, il concetto di "vuoto" non è lo stesso di "spazio vuoto", dato che tutto lo spazio è riempito dai campi quantizzati che costituiscono l'universo.
Il vuoto è semplicemente lo stato di più bassa energia possibile di questi campi, un concetto molto differente da quello di "spazio vuoto".
Gli stati energetici di qualsiasi campo quantizzato sono definiti dalla Hamiltoniana, basata su condizioni locali, inclusa la coordinata tempo. In accordo con la relatività ristretta, due osservatori in moto relativo l'uno rispetto all'altro devono usare differenti coordinate temporali. Se questi osservatori stanno accelerando, potrebbe non esserci un sistema di coordinate condiviso. In questo caso gli osservatori vedranno differenti stati quantistici e quindi differenti vuoti.

### L'articolo di Fedotov-Mur-Narozhny-Belinskii-Karnakov
Nel 1999, in un articolo degli autori su menzionati, è stato mostrato che l'effetto Unruh non esiste in spazi di Minkowski poiché i modi di Unruh non sono quantizzabili.

## L'equazione
La temperatura di Unruh, derivata da William Unruh nel 1976, è la temperatura effettiva sperimentata da un osservatore uniformemente accelerato in uno stato di vuoto o campo di vuoto. Dato da
{\displaystyle T={\frac {\hbar a}{2\pi ck_{\mathrm {B} }}},}
dove {\displaystyle a} è l'accelerazione locale, {\displaystyle k_{\mathrm {B} }} è la costante di Boltzmann, {\displaystyle \hbar } è la costante di Planck ridotta, e {\displaystyle c} è la velocità della luce. Dunque, per esempio una certa accelerazione di 2,5×1020 m s−2 corrisponde approssimativamente ad una temperatura di 1K.
La temperatura di Unruh ha la stessa forma della temperatura di Hawking {\displaystyle T_{H}=\hbar g/2\pi ck_{\mathrm {B} }}  di un buco nero, derivata da Stephen Hawking indipendentemente e contemporaneamente. Perciò è anche detta temperatura di Hawking–Unruh.